# Aeroporto internazionale di Cam Ranh
L'aeroporto di Cam Ranh (in vietnamita Sân bay quốc tế Cam Ranh, ICAO: VVCR - IATA: CXR)) è un aeroporto vietnamita situato vicino alla città di Cam Ranh, capoluogo della provincia di Khanh Hoa, Vietnam, e serve la nota località turistica di Nha Trang, che dista circa 30 km.
Fu costruito in origine dall'U.S.Army durante la guerra del Vietnam e utilizzato come base militare. Nel 2004 è stato completamente ricostruito e dal dicembre 2009 opera ufficialmente come aeroporto internazionale.